# Stanisław Wyspiański

Anyaság (1905)

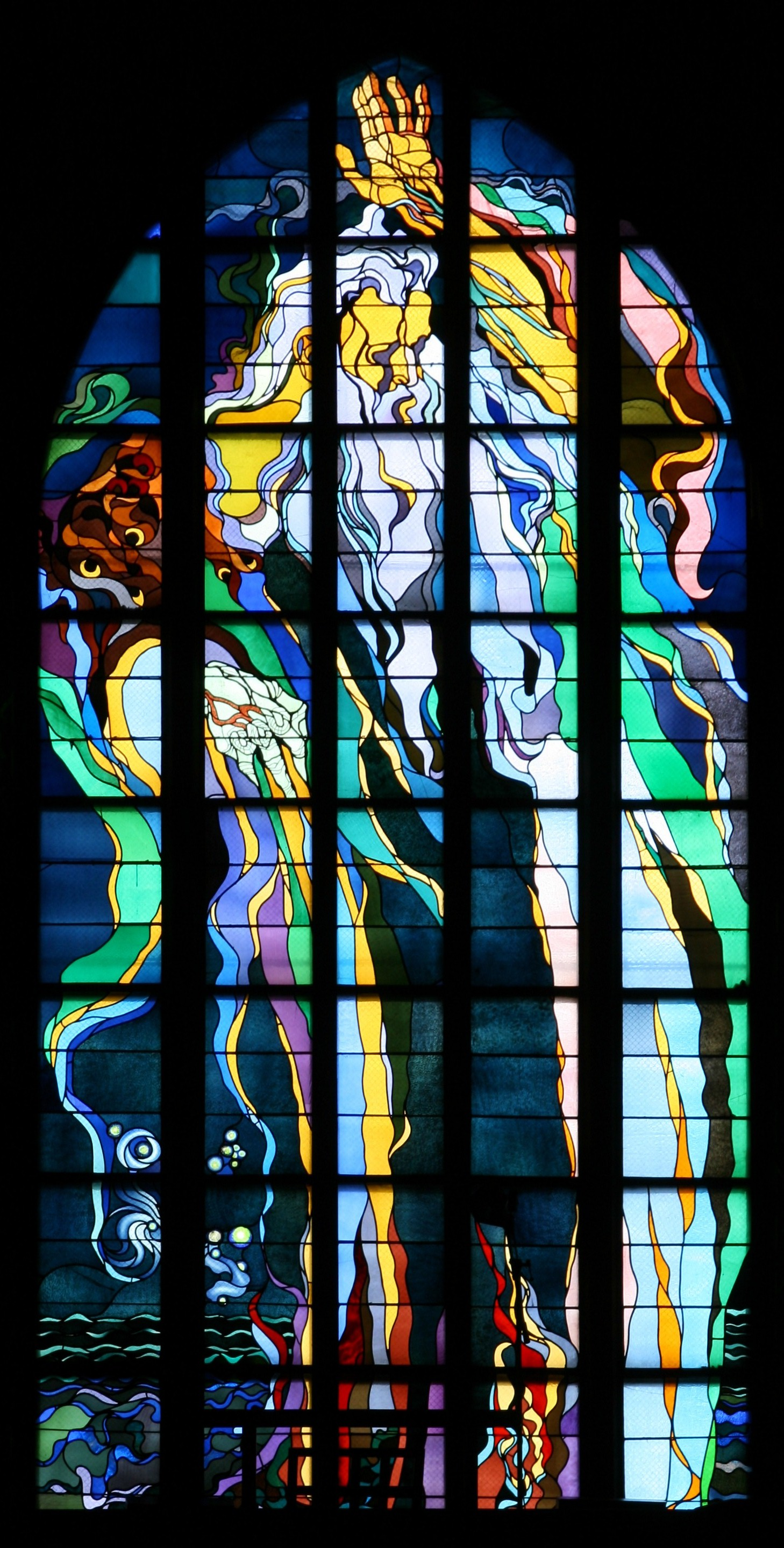
Az Atyaisten – a krakkói Szent Ferenc templom üvegablaka

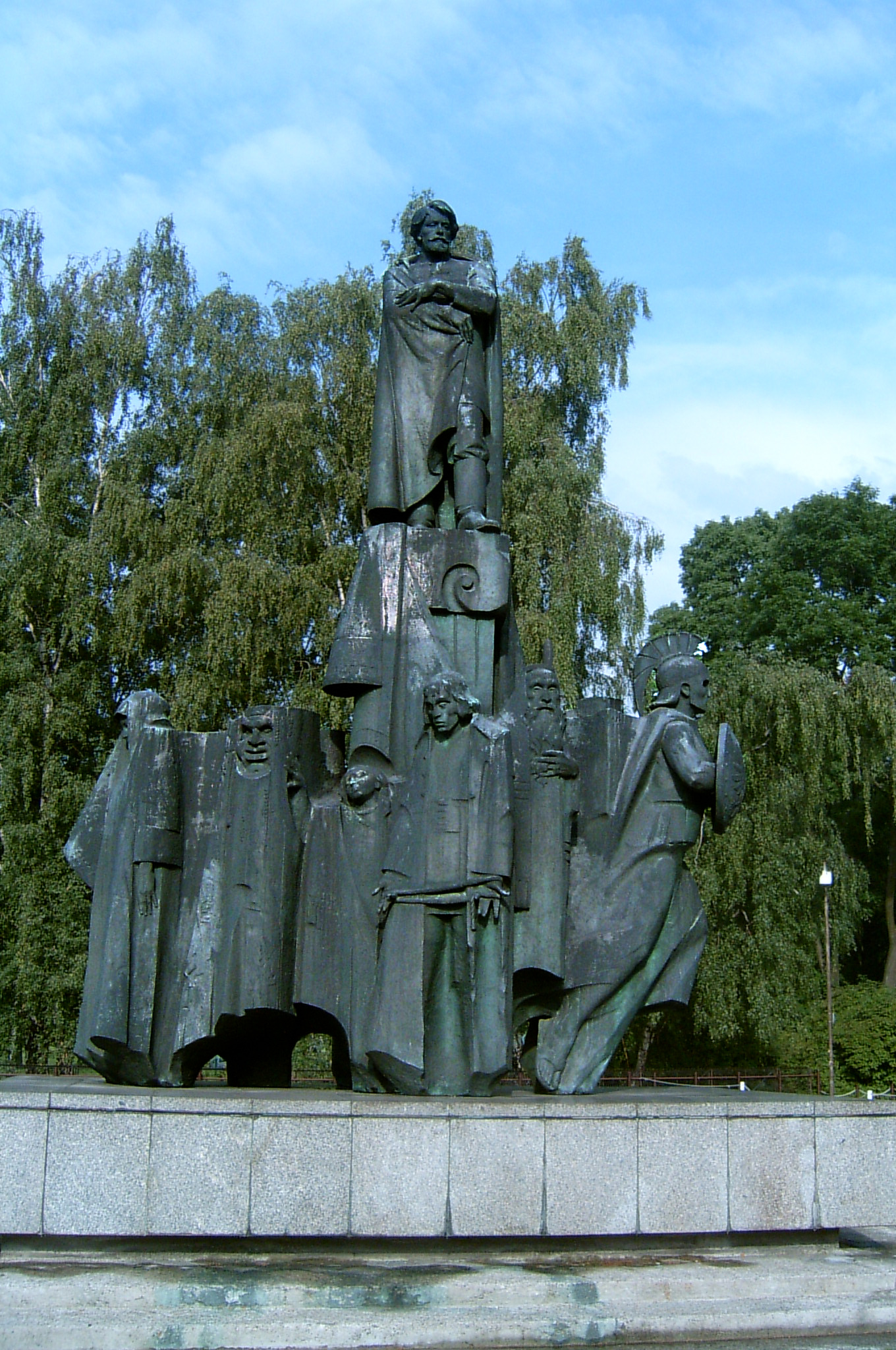
Emlékműve Krakkóban

Stanisław Mateusz Ignacy Wyspiański (Krakkó, 1869. január 15. – Krakkó, 1907. november 28.) festő, grafikus, költő és drámaíró. Az egyik legsokoldalúbb és legtermékenyebb lengyel alkotóművész volt; a szimbolizmus és a szecesszió kiemelkedő alkotója.

## Élete
Wyspiański Krakkóban született 1869. január 15-én. Ebben a városban
tanult festészetet a Krakkói Képzőművészeti Akadémián (Władysław Łuszczkiewicz és Jan Matejko tanítványaként), történelmet, művészettörténetet és irodalmat pedig a Jagelló Egyetemen. 1898-90 között a krakkói Życie (Élet) művészeti vezetője volt. 1890-ben Németországban, Svájcban és Franciaországban járt tanulmányúton. Ez után 1891–94 között Párizsban tanult az Académie Colarossin. Itt ismerkedett meg a Nabis csoporttal és Paul Gauguinnel. 
1900-ban feleségül vette Teofila Pytkównát, az esküvőt a Szent Flórián-templomban tartották. 1904-től a krakkói akadémián volt tanár. Szülővárosában halt meg 1907. november 28-án.

## Munkássága
Wyspiański első alkotói korszakának első évtizedében (1890–1900) főleg a képzőművészet érdekelte: eleinte főleg pasztellképeket festett. 1889-ben Jan Matejko segédjeként vett részt a ferencesek krakkói templomának festésében; ekkor fordult érdeklődése a dekoratív festészet és festett üvegablakok felé. Ez utóbbi tervei közül csak az imént említett Szent Ferenc-templom ablakai – Az elemek, Szent Salome, Szent Ferenc, Az Atyaisten és a Legyél! – készültek el (1897–1902). Egyéb tervei közé tartozott a waweli székesegyházba (1900–02) és a lembergi székesegyházba (1892–94) szánt üvegablakok, azonban ezek végül csak tervek maradtak. Ebben az alkotói korszakában számos könyvet is illusztrált. Több képén ábrázolta a Visztulát és a város parkját, a Plantyt.
Második alkotói korszaka főleg az irodalomról szólt. Harminchét drámája közül a két legfontosabb:
- Menyegző (1901) – ezt költő barátja, Lucjan Rydel esküvője ihlette, de a népi mitológia alakjait megidézve a korabeli lengyel társadalom vitáiról szól;
- Akropolisz (1904)

Írói munkássága idején szívesen dolgozott fel antik témákat, ilyen az Odüsszeusz hazatérése és Akhilleusz története. Ezek mellett előszeretettel értelmezte újra a lengyel történelem eseményeit. Ilyen műve a Warszawianka, a Lelewel és a Novemberi éj.

## Drámái magyarul
- Menyegző című művét leginkább Andrzej Wajda 1972-es filmjéből ismerhetjük. A műben feltűnik Stańczyk, a reneszánsz kori udvari bolond alakja is.
- A 2006-os Őszi Fesztiválon az Adam Mickiewicz Intézet, a Lengyel Színházi Intézet és budapesti Lengyel Intézet támogatásával a Maladype Színház–Bárka Színház színpadra vitte egyik legfontosabb drámáját, az Akropolisz-t.

A Novemberi éjt 1994–95-ös szezonban a szolnoki Szigligeti Színház ban játszották, majd 2007. június 12-én mutatta be a IX. Pécsi Országos Színházi Találkozón a Színház- és Filmművészeti Egyetem 3. évfolyamának színész osztálya.

### Nyomtatásban
- Menyegző; ford. Dávid Csaba, bev. Spiró György; in: Színház, 1979/júl.
- Drámák (Menyegző; Novemberi éj; Odüsszeusz hazatérése); vál., ford., utószó, jegyz. Spiró György; Európa, Bp., 1989

## Emlékezete
- Szülővárosában emlékmúzeum található és emlékműve áll.
- Arcképe egy, a forgalomból már kivont lengyel bankjegyen is szerepelt (10 000 złoty, forgalomban 1987–1996).
- IC vonat van róla elnevezve.
- Lengyelországban 2007-et (halálának századik évfordulója alkalmából) Stanisław Wyspiański évévé nyilvánították.